# Gökhan Çatal
Gökhan Çatal (ur. 14 lutego 1990) – turecki siatkarz, grający na pozycji rozgrywającego. Od sezonu 2020/2021 występuje w drużynie Büyükşehir Belediyesi Stambuł.

## Sukcesy klubowe
Superpuchar Turcji:
- 2014

Puchar Turcji:
- 2015

Mistrzostwo Turcji:
- 2015